# Johann Baptist Wiesbaur
Johann Baptist Wiesbaur (15 de junio de 1836, Wallnstorf, Gunskirchen, Alta Austria - 8 de noviembre de 1906, Leschau, Austria) fue un jesuita de Austria y botánico; siendo profesor de Historia natural, en Kalksburg, cerca de Viena. Realizó extensas exploraciones por Austria, República Checa, Hungría.

## Algunas publicaciones

### Libros
- johann baptist Wiesbaur, michael Haselberger. 1891. Beiträge zur Rosenflora von Oberösterreich, Salzburg und Böhmen (Contribuciones a la Flora de las Rosas de Alta Austria Salzburgo, y Bohemia). Ed. Selbstverl. Museum Francisco-Carolinum. 40 pp.

- -------------------------------. 1899. Unsere Misteln und ihre Nährpflanzen (Nuestros muérdagos y sus plantas hospederas). Ed. Selbstverl. des Verf. 24 pp.

- -------------------------------. 1887. Verbreitung der Veronica agrestis in Österreich. 23 pp.

## Honores

### Eponimia
- (Lamiaceae) Mentha wiesbaurii Heinr.Braun[3]

- (Violaceae) Viola × wiesbaurii Sabr. ex Nyman[4]
- La abreviatura «Wiesb.» se emplea para indicar a Johann Baptist Wiesbaur como autoridad en la descripción y clasificación científica de los vegetales.[5]